# Boviken
Boviken is een plaats in de gemeente Skellefteå in het landschap Västerbotten en de provincie Västerbottens län in Zweden. De plaats heeft 170 inwoners (2005) en een oppervlakte van 37 hectare. De plaats ligt aan het Boviksfjärden een baai van de Botnische Golf. De Europese weg 4 loopt net ten westen van het dorp.